# Zenão da Capadócia
Zenão (em latim: Zeno; em grego: Ζήνων; romaniz.: Zénon) foi um sofista romano do século IV. Nativo da Capadócia e conterrâneo de Firmino 3, era pupilo de Libânio e um renomado retor e sofista, tendo feito carreira em Atenas, Roma e Constantinopla. Era um pagão e esteve intimamente associado ao prefeito pretoriano do Oriente Rufino em 392, quando ambos receberam uma carta de Libânio.